# انتخابات الرئاسة الأمريكية 1896
الانتخابات الرئاسية الأمريكية 1896 هي الانتخابات الرئاسية الأمريكية التي جرت في 3 نوفمبر 1896، لانتخاب رئيس الولايات المتحدة، فاز بالانتخابات ويليام ماكينلي، حصل على 7111607 صوت.

## المرشحين
| المرشح             | الحزب | عدد الأصوات |
| ------------------ | ----- | ----------- |
| ويليام ماكينلي     |       | 7,111,607   |
| وليام جيننغز بريان |       | 6,509,052   |